# Clutching at Straws
Clutching at Straws (на български: „Вкопчване в сламките“) е четвъртият студиен албум на английската рок група Мерилиън, който излиза през 1987 година. Албумът отново е концептуален, както и предните произведения на групата. Въпреки че в комерсиален смисъл не достига предшественика си Misplaced Childhood, албумът прекарва 15 седмици в класациите на Великобритания.
Clutching at Straws добива статус на „Златен албум“ за Обединеното кралство продавайки се в над 100 000 копия.
През 1999 г. е издаден двоен CD на ремастерирана версия с включени демо записи и подробни бележки от всички оригинални участници включително и Фиш.

## Списък на песните
1. Hotel Hobbies – 3:35
2. Warm Wet Circles – 4:25
3. That Time Of The Night (The Short Straw) – 6:00
4. Going Under – 2:47
5. Just For The Record – 3:09
6. White Russian – 6:27
7. Incommunicado – 5:16
8. Torch Song – 4:05
9. Slàinte Mhath – 4:44
10. Sugar Mice – 5:46
11. The Last Straw – 5:58

## Музиканти
- Дерек Уилям Дик – Фиш – вокали
- Стив Родъри – китари
- Марк Кели – пиано
- Пийт Треуавас – бас
- Иън Моузли – барабани
- Теса Найлс – беквокали

## Комерсиални класации
| Година | Класации                         | Позиция |
| ------ | -------------------------------- | ------- |
| 1987   | Великобритания класации за албум | 2       |
| 1987   | Австрийски класации              | 16      |
| 1987   | Норвежки класации                | 4       |
| 1987   | Шведски класации                 | 9       |
| 1987   | Швейцарски класации              | 3       |